# Virginia Tola
Virginia Tola, (Santo Tomé, provincia de Santa Fe (Argentina, 15 de enero de 1976), es una soprano argentina. Cuenta con actuaciones en multitud de salas de ópera.

## Biografía
Comenzó sus estudios musicales en el coro Municipal de la ciudad de Santa Fe, bajo la dirección de la profesora María Elena Boero.

A través del Maestro Alberto Balzanelli llegó al Teatro Colón. Completó sus estudios de canto en el Instituto Superior de Arte del Teatro Colón  en Buenos Aires teniendo como maestra de técnica a Ana Sirulnik. Logró atraer la atención internacional al consagrarse ganadora del primer premio del Concurso Internacional de Canto Reina Sonja en Oslo, Noruega, donde el jurado incluyó grandes figuras de la Lírica, como Birgit Nilsson, Christa Ludwig, Theo Adam e Ingrid Bjoner. Su éxito en dicha competencia la llevó inmediatamente a realizar un tour de conciertos por diversas ciudades escandinavas junto a la Orquesta Filarmónica de Oslo, bajo la dirección de los maestros Marris Janssons y Marcello Viotti.
Ganadora del Concurso Internacional Operalia, creado y organizado por el tenor Plácido Domingo, adjudicándose tres premios: "Premio del Público", "Premio a la Zarzuela" y el premio del filántropo "Lloyd Rigler".
Posteriormente hizo su debut en el Teatro Colón en la ópera Los cuentos de Hoffmann, como Antonia.
Desde entonces, Virginia actuó como Mimí en La Bohème, en las óperas de Washington, Roma, Turín, Burdeos, Oslo, Klagenfurt y en el Festival de Bregenz; como Micaela en Carmen, en el Teatro Real de Madrid, en el Teatro Lírico de Cagliari, en Turín, Washington, Oslo y Buenos Aires.
Durante la temporada 2005/2006 cantó su primera Margarita en Fausto de Gounod en el Teatro Verdi de Trieste, para luego sumar dos nuevos roles a su repertorio, Luisa Miller en el Teatro Real de Valonia, Lieja, y Fiordiligi en Cosi fan tutte, en su debut en el Teatro Real de la Monnaie de Munt en Bruselas, rol que volvió a desempeñar durante la misma temporada en el Teatro Colón de Buenos Aires.
En la temporada 2006/2007 debutó en el rol de Violetta Valery en la producción de La Traviata que presentara el Teatro Real de la Monnaie de Munt de Bruselas y como Rosina y Micaela en las óperas El barbero de Sevilla y Carmen, ambas en la Den Norske Opera de Oslo. También realizó sus primeras presentaciones como Margarita en la versión de Mefistófeles de Arrigo Boito que presentara el Teatro Colón.
Durante la temporada 2008 ha actuado en una extensa gira de conciertos por Europa, Asia y América con el tenor Plácido Domingo, con quien se ha presentado desde los inicios de su carrera en numerosas veladas de ópera y zarzuela, que han tenido lugar en distintas ciudades del mundo, como Ciudad de México, Washington D. C., Los Ángeles, La Haya, Benidorm, Trondheim, Sønderborg, Taipéi, Granada, Barcelona, Lisboa, San Antonio, Guadalajara, [La Romana, República Dominicana] y otras.
Ha protagonizado La Bohème presentada por la Opera National Bordeaux (Burdeos), como Mimi, rol que representara en Los Ángeles Opera, luego de concluir un tour de recitales en Dinamarca. Con posterioridad, debutó dos nuevos roles, Donna Elvira en Don Giovanni en el Palau de les arts Reina Sofía de Valencia y Contessa en Las bodas de Fígaro en el Teatro de la Maestranza, Sevilla. 
Otras apariciones escénicas fueron La Viuda Alegre, como Valencienne en la Opera de Los Ángeles, Nedda en I Pagliacci en el Teatro Argentino de La Plata y como Desdemona en Otello en la ciudad argentina de Santa Fe.
Entre su discografía se encuentran obras Don Rodrigo y Milena de Alberto Ginastera y el Triple Concerto de Luis Bacalov, registrado por la compañía Delos International. En 2009 obtuvo el Diploma al Mérito otorgado por la Fundación Konex como una de las 5 mejores cantantes de música clásica de la década en la Argentina.
El 24 de marzo de 2011, participó junto al tenor Plácido Domingo en un concierto gratuito en la Ciudad Autónoma de Buenos Aires (Argentina), frente a más de 120.000 personas. Acompañaron musicalmente los integrantes del Coro Estable del Teatro Colón, dirigidos por Eugene Kohn.
En el año 2012 participó en "Grande Concerto Lirico". Teatro lírico de Busseto, Italia - Concierto con piano en Beirut, Líbano "Al Bustan Festival" - "Un Ballo in Maschera", Teatro "El Circulo", Rosario, Argentina - Concierto Lírico "Auditorio Paganini", Parma, Italia - "Conciertos festivales musicales en el Teatro Colón". Teatro Colón, Buenos Aires, Argentina. - "Novena Sinfonía de Beethoven", Auditorio Nacional de Música de España, Madrid, España.
En el año 2013 cantó "Un Ballo in Maschera", en el Teatro Regio di Parma, Italia. - "Stiffelio", en la ópera de Montecarlo - "Las Elegidas", en el Teatro Colón de Buenos Aires Argentina. -"Nabucco", en el Macerata Opera festival de Italia. - "Conciertos con Plácido Domingo", Tokio International Forum y Orchard Hall. Japón - "Concierto con Plácido Domingo y José Carreras", Teatro Bolshoi, Moscú, Rusia. -  "Un Ballo in Maschera", Teatro Colón de Buenos Aires, Argentina - "Gala Lírica acompañada por la Orquesta del Sur". Auditorio Municipal de Avellaneda, Buenos Aires, Argentina. 
En el año 2014 interpretó "Don Giovanni", en el Teatro Campoamor de España. -  "Concierto con  el Maestro Plácido Domingo", Sofía, Bulgaria. "Las Elegidas 2014", en el Teatro Colón de Buenos Aires Argentina. - "Falstaff", Teatro Municipal de San Pablo, Brasil. - "Concierto de Virginia Tola con la Orquesta Provincial Sinfónica de Rosario", Teatro El Círculo, Santa Fe, Argentina. - "Ciclo Grandes Conciertos, Virginia Tola con la Orquesta Provincial Sinfónica de Rosario", Buenos Aires, Argentina. -  "Un Ballo in Maschera", Arena de Verona, Italia. - "Virginia Tola y Plácido Domingo", Gala en el Arena de Verona, Italia. - "Concierto Estrellas de la Lírica", Parco Giardino Sigurtá, Italia. - "La Forza del Destino", Festival Verdi, Teatro Regio di Parma, Italia. - "Concierto Homenaje a Raina Kabaivanska", Teatro Regio di Parma, Italia.-  "Virginia Tola y Plácido Domingo", Concierto en Corea, Japón. - "Virginia Tola y Plácido Domingo", Concierto en el Kombank Arena de Belgrado, Serbia.   
En el año 2015 actuó en "Un Ballo in Maschera", Teatro Comunale di Bologna, Italia. -"Concerto per Firenze Capitale", Opera di Firenze, Italia. - "Tosca", Ópera de Roma, Italia. - "Duetos los elegidos y las elegidas", Teatro Colón de Buenos Aires Argentina. -  "Un Ballo in Maschera", Teatro Massino di Palermo, Italia. - "Concierto con Plácido Domingo in The House of Music", Aalborg, Dinamarca. - "Tosca", Teatro Dell´Opera, Roma, Italia. - "Don Carlo", Teatro San Lorenzo de El Escorial, Madrid, España. - "Concierto con Plácido Domingo en el Tokio International Forum Hall", Tokio, Japón. - "Concierto con Plácido Domingo, en Macao, China. - "IL Corsaro", Teatro Regio di Parma, Italia. - "Tosca", Teatro Semperomper, Desdren, Alemania.
En el año 2016 participó en "Concierto con Plácido Domingo, en Miami´s American Airlines Arena. EE. UU. - "Un Ballo in Maschera",Ópera de Sugi, (Seoul Arts Center Opera theatre Corea del Sur). - "Tosca", Teatro Carlo Felice, Génova, Italia. - ópera "Don Carlo", Grange Park Opera, Londres, Inglaterra. - "Nabucco" ópera Real de Wallorie, Bélgica. - "Andrea Chénier" (Maddalena).Enter Concerti Marialisa de Carolis. Sassari, Italia. 
Durante el año 2017 actuó en la "Ópera Macbeth", (Lady Macbeth).Teatro Massimo, Palermo Italia. - "Virginia Tola y Plácido Domingo, Pasión Latina", Chamber Orchestra.Tel Aviv, Israel. - Ópera Adriana Lecouvreur, Teatro Colón de Buenos Aires Argentina.  -"Gloria" de Francis Poulenc. Teatro Petruzzeli, Bari, Italia. - " Ópera Tosca",Terme Di Caracalla, Roma, Italia. - "Requiem", Auditorio de Milán, Italia. - Ópera "Tosca", Ravenna Festival Roma, Italia.
En el año 2018 ha actuado en "Suor Angelica", Teatro Líco Cagliari.Italia. - Ópera "Tosca", Teatro dell Ópera di Roma .Italia. - "Zarzuela Luisa Fernanda". Auditorio de Tenerife, España. - "Tosca", Teatro  Grande di Brescia.Italia. "Tosca", Teatro Comunale Ponchielli, Cremona, Italia."Tosca", Teatro Sociale Como. Italia."Tosca", Teatro Fraschini. Pavia.Italia - "Tosca", Teatro ópera Real de Wallorie, Bélgica.
Año 2019, "Un Concierto para la historia, Plácido en el alma". Virginia Tola y Plácido Domingo. Estadio 3 de marzo. Guadalajara, México. - 4 de abril de 2019, "concierto en  Plaza Mayor de Torreòn, México, junto al Maestro Plàcido Domingo.
18 de mayo Inauguraciòn la Casa de la Cultura en la  Ciudad de Santa Fe, Argentina, con repertorio de música de cámara dedicado a Guastavino (Santafesino) y De Falla (Español de Granada).

## Repertorio
La Bohème de Giacomo Puccini (Mimì) • Fausto de Charles François Gounod (Margarita) • Luisa Miller de Giuseppe Verdi (Luisa) • Così fan tutte de Wolfgang Amadeus Mozart (Fiordiligi) • La Traviata de Giuseppe Verdi (Violetta Valery) • El Barbero de Sevilla de Rossini (Rosina) • Carmen de George Bizet (Carmen) • Mefistófeles de Arrigo Boito (Margarita) • Don Giovanni de Wolfgang Amadeus Mozart (Donna Elvira) • Las Bodas de Fígaro de Wolfgang Amadeus Mozart (Condesa Rosina de Almaviva) • La Viuda alegre de Franz Lehár (Valencienne) • Pagliacci de Ruggero Leoncavallo (Nedda) • Otello de Giuseppe Verdi (Desdèmona) • Un Ballo in Maschera de Giuseppe Verdi (Amelia) • Stiffelio de Giuseppe Verdi (Lina) • Nabucco de Giuseppe Verdi (Abigaille) • Falstaff de Giuseppe Verdi (Nannetta) • La Forza del destino de Giuseppe Verdi (Leonora)Tosca de Giacomo Puccini (Floria Tosca) • Don Carlos de Giuseppe Verdi (Isabel de Valois) • El Corsario de Giuseppe Verdi (Medora) • Andrea Chénier de Umberto Giordano (Maddalena) • Macbeth de Giuseppe Verdi (Lady Macbeth) • Adriana Lecouvreur de Francesco Cilea (Adriana) • Suor Angelica de Giacomo Puccini (Suor Angelica) • Luisa Fernanda, Zarzuela, comedia lírica, de Federico Moreno Torroba • Réquiem de Wolfgang Amadeus Mozart • Novena Sinfonìa de Ludwig van Beethoven • Gloria de Francis Poulenc.

## Concursos internacionales
- Primer premio del Concurso Internacional de Canto Reina Sonja en Oslo, Noruega.

- Ganadora del Concurso Internacional Operalia, creado y organizado por el tenor Plácido Domingo, adjudicándose tres premios: "Premio del Público", "Premio a la Zarzuela" y el premio del filántropo "Lloyd Rigler".

## Distinciones
- Ciudadana Ilustre de Santa Fe. "Santefesina Destacada". Provincia de Santa Fe, Argentina.
- "Personalidad destacada de la Cultura Argentina". Ciudad de Buenos Aires, Argentina.
- "Laurel de Plata a la Personalidad del año". Rotary Club. Ciudad de Buenos Aires, Argentina.
- Diploma al Mérito otorgado por la Fundación Konex como una de las 5 mejores cantantes de música clásica de la década en la Argentina.